# Zlatan Ljubijankič
Zlatan Ljubijankič (Ljubljana, 15 december 1983) is een Sloveens voetballer.
Ljubijankič maakte zijn debuut als profvoetballer bij NK Domzale, een van de topclubs uit Slovenië. Met die club werd de aanvaller in 2007 kampioen en werd hij verkozen tot speler van het jaar 2007 in Slovenië. Hij kon door die prestaties op interesse rekenen van Europese subtoppers als Werder Bremen, Espanyol, Celtic Glasgow en Atalanta Bergamo. In de winterstop van het seizoen 2007-2008 tekende hij uiteindelijk een contract bij KAA Gent.

## KAA Gent
Zlatan Ljubijankič speelde in zijn eerste halve seizoen bij Gent al een paar keer, maar hij raakte na een tijd geblesseerd en werd voor de rest van het seizoen 2007-2008 niet opgesteld. Zijn tweede seizoen wordt beschouwd als zijn beste: hij scoorde in 22 wedstrijden 8 keer. Gent werd datzelfde seizoen 4de in de stand. Het daaropvolgende seizoen verliep ook degelijk en voor de club was dit, althans tot het seizoen 2014-2015 toen men voor het eerst in de clubgeschiedenis kampioen speelde, het succesvolste seizoen in zijn geschiedenis: de club werd 2de in de competitie na een 6-2 zege tegen aartsvijand Club Brugge en het won een week later de Beker van België. Voor Zlatan, zoals hij inmiddels wordt genoemd door de Gent-supporters, was dit een geslaagd seizoen: hij verscheen meestal aan de aftrap, maar kreeg het op het einde van het seizoen erg lastig door de doorbraak van dribbelwonder Yassine El Ghanassy en de ontbolstering van Elimane Coulibaly, die opeens veel begon te scoren.
Het seizoen 2010/2011 werd voor de club erg teleurstellend, men werd 5de. Voor Ljubijankič was dit net als het vorige jaar een degelijk seizoen, trainer Francky Dury had veel vertrouwen in hem. In dat seizoen speelde hij 32 wedstrijden en met zijn schamele zes goals bewees hij nog maar eens dat hij nooit een goalgetter zou worden. Na de trainerswissel bij Gent, waar Trond Sollied de plaats van Dury innam, kreeg hij opnieuw het vertrouwen.

## Interlandcarrière
Onder leiding van bondscoach Brane Oblak maakte Zlatan Ljubijankič zijn debuut voor het Sloveens voetbalelftal op 28 februari 2006 in de vriendschappelijke interland tegen Cyprus, die eindigde in een 1-0-overwinning voor Slovenië door een treffer van Ljubijankič. Andere debutanten namens Slovenië in dat duel waren Janez Zavrl (SK Brann Bergen), Valter Birsa (ND Gorica), Domen Beršnjak (NK Publikum Celje), Dalibor Stevanovič (Real Sociedad), Milivoje Novakovič (PFC Litex Lovech) en Bojan Jokić (ND Gorica). Ljubijankič viel in die wedstrijd na 63 minuten in voor Milivoje Novakovič.

## Erelijst
NK Domžale
- Sloveens landskampioen

2006/07
2007/08
- Sloveense Supercup

2007
- Sloveens voetballer van het jaar

2007
 KAA Gent
- Beker van België:

2010
 Urawa Red Diamonds
- AFC Champions League

2016/17
- J-League Cup

2016

## Spelerscarrière[1]
| seizoen | club               | land     | competitie                  | wed. | goals |
| ------- | ------------------ | -------- | --------------------------- | ---- | ----- |
| 2002/03 | NK Domžale         | Slovenië | 1. slovenska nogometna liga | 22   | 5     |
| 2003/04 | NK Domžale         | Slovenië | 1. slovenska nogometna liga | 29   | 3     |
| 2004/05 | NK Domžale         | Slovenië | 1. slovenska nogometna liga | 29   | 6     |
| 2005/06 | NK Domžale         | Slovenië | 1. slovenska nogometna liga | 30   | 9     |
| 2006/07 | NK Domžale         | Slovenië | 1. slovenska nogometna liga | 27   | 10    |
| 2007/08 | NK Domžale         | Slovenië | 1. slovenska nogometna liga | 18   | 7     |
| 2007/08 | KAA Gent           | België   | Jupiler Pro League          | 7    | 0     |
| 2008/09 | KAA Gent           | België   | Jupiler Pro League          | 22   | 8     |
| 2009/10 | KAA Gent           | België   | Jupiler Pro League          | 32   | 5     |
| 2010/11 | KAA Gent           | België   | Jupiler Pro League          | 32   | 6     |
| 2011/12 | KAA Gent           | België   | Jupiler Pro League          | 30   | 8     |
| 2012/13 | Omiya Ardija       | Japan    | J-League                    | 12   | 4     |
| 2013/14 | Omiya Ardija       | Japan    | J-League                    | 32   | 7     |
| 2014/15 | Urawa Red Diamonds | Japan    | J-League                    | 30   | 9     |
| 2015/16 | Urawa Red Diamonds | Japan    | J-League                    | 28   | 4     |
| 2016/17 | Urawa Red Diamonds | Japan    | J-League                    | 21   | 2     |
| 2017/18 | Urawa Red Diamonds | Japan    | J-League                    | 4    | 1     |
| Totaal  | Totaal             | Totaal   | Totaal                      | 405  | 94    |